# Ševon Šilds
Ševon Šilds je američko-danski profesionalni košarkaš. Ševon je rodjen 5. juna 1994. godine u Overland Parku, Kanzas, Sjedinjene Američke Države. Trenutno nastupa za Olimpija Milano. Igra na poziciji beka ili krila i visok je 193 centimetara.

## Profesionalna karijera
- 24. avgusta 2016. Šilds je potpisao ugovor sa nemačkim timom Fraport Skajlajners.

- Fraport Skajlajners iz Frankfurta pozajmio je Šavon Šildsa Akvila Basket Trentu na kraju 2016-17.
- Dana 18. jula 2018. Šilds je potpisao dvogodišnji ugovor sa Kirolbet Baskonijom iz Lige ACB i Evrolige. 30. juna 2020. Šilds je osvojio Ligu ACB sa Kirolbet Baskonijom.

- Dana 9. jula 2020. Šilds je potpisao ugovor sa Olimpijom iz Milana iz Serije A i Evrolige. Postizao je u proseku 13,8 poena i 4,0 skokova po utakmici, šutirajući 43,2% za tri poena. Šilds je izabran u drugi tim Evrolige. Produžio je ugovor na dve sezone 8. septembra 2021. godine. 6. decembra je doživeo prelom desnog radijusa sa kapsuloligamentnim zahvatom tokom četvrte četvrtine utakmice protiv Real Madrida.[2]

## Biografija
Šilds je sin Vila Šildsa iz Kuće slavnih Nacionalne fudbalske lige (NFL). Njegova majka Senija je Dankinja. Bio je saigrač iz srednje škole Vilija Koli-Stajna u srednjoj školi Olat Northvest. Šilds je predstavljao košarkašku reprezentaciju Danske u U20 takmičenjima i ponovo se pridružio nacionalnom timu 2018. za pretkvalifikacije za Evrobasket 2022.